# Jack Halberstam
Jack Halberstam (15 de desembre de 1961) és un professor i filòsof estatunidenc. És professor d'Estudis Americans i Etnicitat, Estudis de Gènere i Literatura Comparada, i dirigeix el Centre de Recerca Feminista de la Universitat del Sud de Califòrnia (USC). Halberstam va ser professor agregat del Departament de Literatura de la UC San Diego abans de treballar a la USC. És un teòric de gènere i queer.
Halberstam accepta els pronoms masculins i femenins, així com el nom de Judith. Pel que fa a la seva identitat de gènere, els seus escrits se centren en l'assumpte dels tomboys (una noia que mostra comportaments considerats típicament a un noi) i la masculinitat femenina. El seu llibre Female Masculinity (1998) tracta el binarisme de gènere, denominat com "el problema del bany".
És un popular orador sobre el fracàs queer, el sexe i els mitjans de comunicació, subcultures, cultura visual, la variació de gènere, el cinema popular i animació. Halberstam està treballant actualment en diversos projectes, incloent-hi un llibre sobre el feixisme i l'homosexualitat. Halberstam ha estat nomenat tres cops als Premis Literaris Lambda, dues vegades pel llibre de no-ficció Female Masculinity.

## Llibres
- Halberstam, Judith and Del Lagrace Volcano. The Drag King Book. London: Serpent's Tale, 1999. ISBN 1-85242-607-1
- Halberstam, Judith. Female Masculinity. Durham: Duke University Press, 1998. ISBN 0-8223-2226-9 & 0822322439
- Halberstam, Judith. In a Queer Time and Place: Transgender Bodies, Subcultural Lives. New York: New York University Press, 2005. ISBN 0-8147-3584-3 & 0814735851
- Halberstam, Judith and Ira Livingston, Eds. Posthuman Bodies. Bloomington: Indiana University Press, 1995. ISBN 0-253-32894-2 & 0253209706
- Halberstam, Judith. Skin Shows: Gothic Horror and the Technology of Monsters. Durham: Duke University Press, 1995. ISBN 0-8223-1651-X & 0822316633
- Halberstam, Judith, David Eng & José Esteban Muñoz, Eds. What's Queer about Queer Studies Now? Durham: Duke University Press, 2005. ISBN 0-8223-6621-5
- Halberstam, Judith. The Queer Art of Failure. Durham: Duke University Press, 2011. ISBN 0-8223-5045-9 & 978-0822350453
- Halberstam, J. Jack. Gaga Feminism. Boston: Beacon Press, 2012. ISBN 978-080701098-3